# Sarki nyúl
A sarki nyúl (Lepus arcticus) az emlősök (Mammalia) osztályának a nyúlalakúak (Lagomorpha) rendjébe, ezen belül a nyúlfélék (Leporidae) családjába tartozó faj.
A sarki nyúl többnyire az Északi-sarkvidék, illetve a hegyvidékek élőhelyeihez alkalmazkodott. A sarki nyúl túlélését segíti vastag bundája, mely a hőháztartást elősegítendő, üreges szőrszálakból áll, amely részben a hidegtől védi, részben pedig a ragadozók elől való elrejtőzést segíti. Az üreges szőrszálak a napfényben vakító hófehér színűnek látszanak, amely tökéletesen beleolvad a havas környezetbe. A sarki nyúl gyakran ás üregeket a föld és a hó alá, ahol pihenni, aludni szokott, illetve itt hozza világra kölykeit is. A sarki nyúl a többi nyúlféléhez hasonló testfelépítésű, de fülei rövidebbek és magasabbra tud ágaskodni, ha figyeli környezetét. Esetenként több tucat nyúl is falkába verődhet, ám életének túlnyomó többségét magányosan tölti.  A sarki nyúl akár 64 km/h-s sebességgel is képes futni.. Elsődleges ellenségei a sarki farkas, a sarki róka és a hermelin.

## Előfordulása
Grönlandon és Kanada északi részén él, Nunavut, Québec és Újfundland tartományokban.
A sarki nyúl elsősorban Grönland és Kanada északi tundravidékein terjedt el. A délebbi vidékeken a sarki nyúl nyaranta barna bundával, ősszel és tavasszal szürkés bundázattal, míg télen megszokott hófehér bundával van borítva. A bundázatát elsősorban környezetének változásaihoz igazítja, amely így kellőképpen elrejti őt a ragadozók elől. Azokon a vidékeken, ahol a nyár csak igen rövid ideig tart, ott egész évben téli bundáját tartja meg. .

## Alfajai
- Lepus arcticus arcticus
- Lepus arcticus bangsii
- Lepus arcticus groenlandicus
- Lepus arcticus monstrabilis

## Megjelenése
A sarki nyúlnak fehér a téli bundája, a nyári bundája barna. Testhossza 55–70 centiméter.
|  |

## Mérete
A sarki nyulak átlagos testhossza 43 és 70 centiméter között változik, nem számítva a farokhosszukat, mely 4,5-től 10 centiméterig terjedhet. E nyúlfaj egyedeinek testtömege általában 2,5-5,5 kilogramm közt változik, de egyes kifejlett példányainak a súlya elérheti akár a 7 kilogrammot is.

## Életmódja
Füvet, bogyókat, leveleket fogyaszt. A menyét, a sarki róka, a hóbagoly és a vándorsólyom kedvelt zsákmánya.